# StarDog et TurboCat
Pour plus de détails, voir Fiche technique et Distribution.
StarDog and TurboCat est un long métrage d'animation britannique réalisé par Ben Smith, sorti en 2019.

## Synopsis
Envoyé dans l'espace en 1969, un chien nommé Buddy se retrouve doté de supers pouvoirs. Mais lorsqu'il retourne sur Terre des années plus tard, il se trouve confronté aux habitants qui refusent les animaux. Il trouvera pour l'accompagner un chat futé dénommé Félix. Voilà les deux compagnons livrés à eux-mêmes pour des aventures futuristes...

## Fiche technique
- Titre original : StarDog and TurboCat
- Réalisation : Ben Smith
- Scénario : Luke Evans, Nick Frost, Gemma Arterton, Bill Nighy et Charli D'Amelio
- Musique : Heather Fenoughty
- Producteur : Ben Smith et Jan Rogowski
- Société de production : Head Gear Films, Screen Yorkshire, Kaleidoscope Film Distribution et Red Star 3D
- Pays d'origine :  Royaume-Uni
- Langue : anglais
- Date de sortie :
  -  Royaume-Uni
    - 6 décembre 2019

## Distribution
- Luke Evans : Felix
- Nick Frost : Buddy
- Gemma Arterton : Cassidy
- Bill Nighy : Sinclair
- Ben Bailey Smith : Bullion
- Rachel Louise Miller : Tinker[1]
- Cory English : Peck
- Morgan Cambs : Alex
- Ben Smith : David
- Dan Russel : Victor
- Robert G. Slade : Todd